# كأس جمهورية أيرلندا 1924–25
كأس جمهورية أيرلندا 1924–25 (بالإنجليزية: 1924–25 FAI Cup)‏ هو الموسم 4 من كأس جمهورية أيرلندا. أشرف على تنظيمه اتحاد أيرلندا لكرة القدم، وكان عدد الأندية المشاركة فيه 12، وفاز فيه نادي شامروك روفرز.